# Casa del Mig
La casa del Mig és un edifici situat al Parc de L'Espanya Industrial de Barcelona, catalogat com a bé amb elements d'interès (categoria C). Actualment, és un equipament municipal del districte de Sants-Montjuïc.

## Història  i descripció
Va ser fet construir als anys 1880 per Maties Muntadas i Rovira, gerent de L'Espanya Industrial, just davant de la monumental porta d'accés al recinte d'arc de mig punt. Caracteritzat per la seva senzillesa i austeritat, es tracta d'un xalet que estava envoltat d'un petit jardí, format per un cos central de planta i pis i dues ales laterals de planta baixa. Als baixos hi ha obertures rectangulars, de les quals la central correspon la porta d'accés, i les altres són finestres amb reixes de barrots de ferro colat. El primer pis té cinc balcons, també amb baranes de ferro colat i coronats per guardapolsos. Sobre el terrat hi una miranda. El parament és de pedra a la planta baixa i d'estuc a la resta.

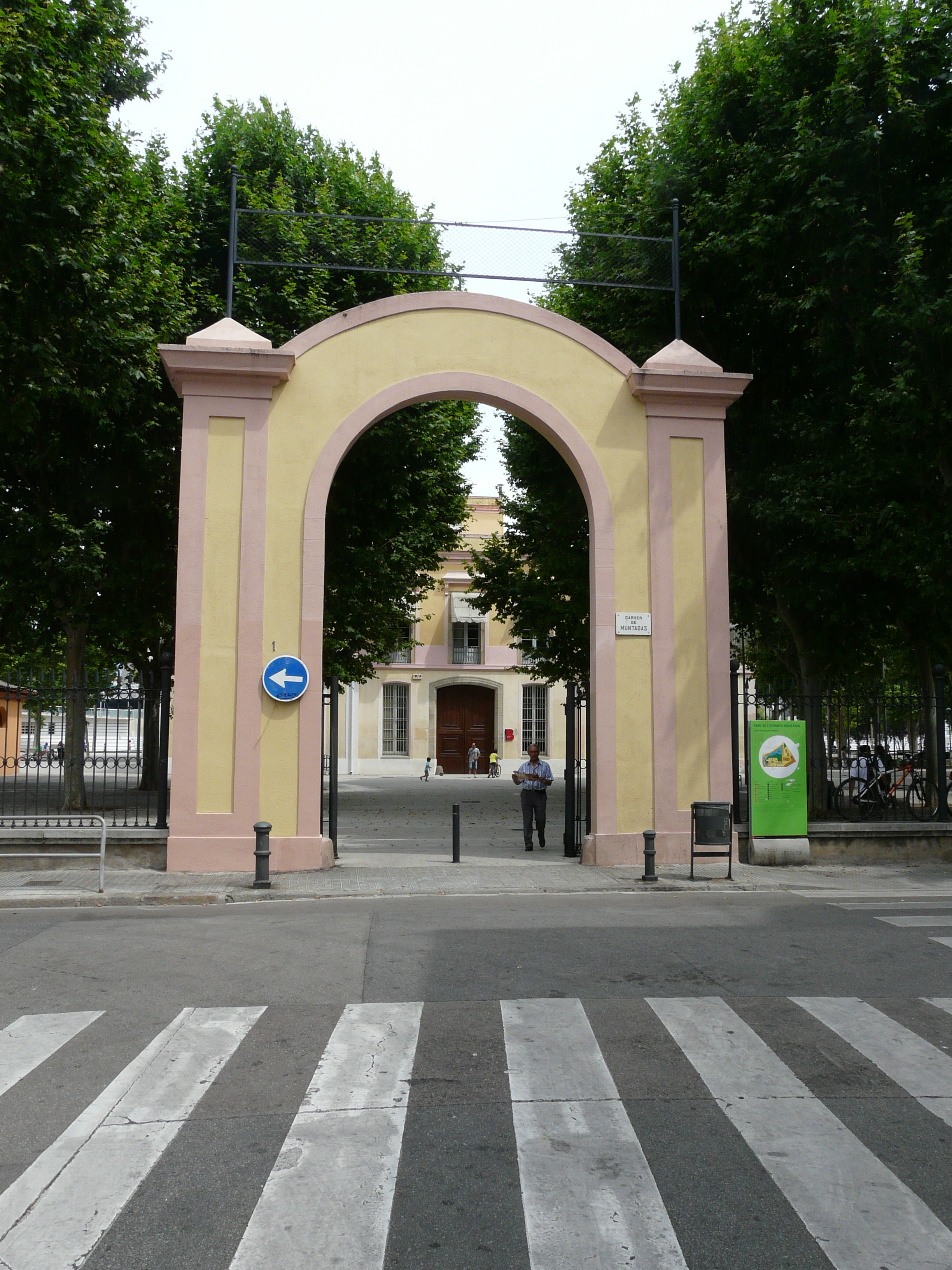
Porta d'accés al recinte de L'Espanya Industrial